# Vnitřněměstské území města federativního významu
Vnitřněměstské území města federativního významu (rusky внутригородская территория города федерального значения) je typ vnitřněměstského komunálního útvaru (vnitřněměstský místní samosprávní celek), který byl zaveden v roce 2006 ve městech federálního významu Moskva, Sankt-Petěrburg a od roku 2014 ve městě Sevastopol. 
Vnitřněměstský komunální útvar je definován jako nezávislý komunální útvar, v rámci něhož je místní samospráva prováděna přímo a (nebo) prostřednictvím volených a jiných orgánů místní samosprávy. Místní samospráva na území komunálního útvaru je vykonávána v souladu s Ústavou Ruské federace, federálními zákony, pravidly města federálního významu a pravidly vnitřněměstského komunálního útvaru.
V Moskvě je celkem 146 vnitřněměstských komunálních útvarů (125 komunálních okruhů a 2 městských okruhů a 19 obcí), v Petrohradu 111 vnitřněměstských komunálních útvarů (81 komunálních okruhů, 9 měst a 21 sídel), a v Sevastopolu 10 vnitřněměstských komunálních útvarů (9 komunálních okruhů a 1 město).
Od roku 2006 přestaly existovat všechny vnitřněměstské komunální útvary v jiných městech. V roce 2014 byly znovu zavedeny vnitřněmestské rajóny (kategorie vnitřněměstských komunálních útvarů), které jsou součástí městských okruhů s vnitřněměstským dělením (rozdělením).